# خيسوس مارتينيز روس
خيسوس مارتينيز روس (بالإسبانية: Jesús Martínez Ross)‏ هو سياسي مكسيكي، ولد في 25 ديسمبر 1939 في المكسيك. حزبياً، نشط في الحزب الثوري المؤسساتي. وقد انتخب عضو مجلس النواب المكسيك.